# Волков, Александр Николаевич (футболист, 1989)
Алекса́ндр Никола́евич Во́лков (укр. Олександр Миколайович Волков; род. 7 февраля 1989, Киев) — украинский футболист, полузащитник.

## Биография

### Клубная карьера
В ДЮФЛ выступал за киевские «Смена-Оболонь» и «Динамо».
Летом 2006 года попал в киевское «Динамо-3». Во Второй лиге дебютировал 31 июля 2006 года в матче против «Буковины» (1:1). Всего за «Динамо-3» провёл 18 матчей. Летом 2007 года перешёл в ФК «Николаев». В начале 2009 года покинул «Николаев».
В ноябре 2009 года Волков был заявлен за луганскую «Зарю». 4 декабря 2009 года дебютировал за дубль «Зари» в матче против киевского «Арсенала» (0:2), в этом матче Волков забил гол на 46 минуте в ворота Сергея Погорелого. На следующий день Александр дебютировал в Премьер-лиге в матче против «Арсенала» (1:1), Волков начал матч в основе но на 56 минуте был заменён на Алексея Городова.
В июне 2014 года ушёл из «Олимпика».
13 февраля 2016 года стало известно, что Волков снова будет играть за «Олимпик». В июле 2016 года стал игроком черниговской «Десны».

### Карьера в сборной
В юношеской сборной Украины до 17 лет дебютировал 10 мая 2004 года в матче против Молдавии (2:2). Первый гол за сборную забил 19 августа 2004 года в матче против Азербайджана (2:2). Всего за юношескую сборную Украины до 17 лет провёл 26 матчей и забил 5 голов.

## Достижения
«Олимпик»
- Победитель Первой лиги: 2013/14.

«Десна»
- Серебряный призёр Первой лиги: 2016/17.
- Бронзовый призёр Первой лиги: 2017/18.